# Paulo Innocenti
Paulo Innocenti, también conocido como Paolo Innocenti (São Paulo, Brasil, 15 de marzo de 1902-Nápoles, Italia, 13 de julio de 1983), fue un futbolista y entrenador brasileño naturalizado italiano. Jugaba de defensa lateral.

## Trayectoria
Innocenti nació en Brasil de padres italianos de origen boloñés. Empezó su carrera deportiva en el Paulistano, para luego mudarse a Italia, donde fue contratado por el Virtus Bologna en 1923. El año siguiente fichó por el Bologna, jugando 16 partidos y ganó la liga 1924-25. En 1926 fue llamado a Nápoles para el servicio militar obligatorio, pero fue exento de prestarlo gracias a su fichaje por parte del recién fundado Napoli, del que fue el primer capitán. Disputó el primer partido del Napoli, el 3 de octubre de 1926 contra el Inter de Milán, y marcó el primer gol de la historia del conjunto partenopeo, el 16 de octubre contra el Genoa. Innocenti militó diez temporadas con la camiseta azzurra napolitana, con un total de 213 partidos y 6 goles, pasando de la era del presidente fundador Giorgio Ascarelli a la de Achille Lauro. Se retiró en 1937.
En 1942/43 fue entrenador del Napoli, reemplazando a Antonio Vojak. Al retirarse siguió trabajando en el club y abrió un bar en el centro de Nápoles, muy popular entre los hinchas. Quedó en la capital del Sur italiano hasta su muerte, ocurrida en 1983.

## Selección nacional
Ha sido internacional en cuatro ocasiones con la Selección de Italia B, debutando el 12 de abril de 1931 ante el Luxemburgo. En ese partido jugó junto a sus compañeros del Napoli Cavanna, Vincenzi, Mihalich y Vojak.

## Clubes
| Club           | País   | Año         |
| -------------- | ------ | ----------- |
| Paulistano     | Brasil | 1921 - 1923 |
| Virtus Bologna | Italia | 1923 - 1924 |
| Bologna        | Italia | 1924 - 1926 |
| Napoli         | Italia | 1926 - 1937 |

## Palmarés

### Como futbolista
| Título        | Club    | País   | Año         |
| ------------- | ------- | ------ | ----------- |
| Liga italiana | Bologna | Italia | 1924 - 1925 |